# Why?의 시리즈 목록
아래는 대한민국의 학습만화인 Why?의 시리즈 목록이다.

## 과학, 수학

### 과학
1. 우주☆
2. 인체☆
3. 바다☆
4. 컴퓨터☆
5. 식물☆
6. 지구☆
7. 동물☆
8. 곤충☆
9. 환경☆
10. 생명과학☆
11. 날씨☆
12. 핵과 에너지☆
13. 사춘기와 성☆[1]
14. 공룡
15. 화학
16. 발명, 발견
17. 물리
18. 화석
19. 남극, 북극
20. 똥
21. 물☆
22. 로봇
23. 외계인과 UFO
24. 자연재해
25. 질병☆
26. 독 있는 동식물
27. 동굴
28. 갯벌
29. 로켓과 탐사선☆
30. 교통수단
31. 미생물
32. 인류
33. 스포츠 과학
34. 응급처치
35. 별과 별자리
36. 뇌
37. 빛과 소리
38. 정보통신
39. 파충,양서류
40. 식품과 영양
41. 실험관찰
42. 미래과학
43. 소프트웨어와 코딩
44. 유전과 혈액형
45. 장수풍뎅이와 사슴벌레
46. 물고기
47. 새
48. 생활과학
49. 전통과학
50. 전기전자
51. 과학사건
52. 과학수사
53. 불과 연소
54. 공생과 천적
55. 암석과 광물
56. 해부학
57. 장애와 과학
58. 컴퓨터 바이러스
59. 고대동물
60. 심해
61. 수면과학
62. 현미경과 관찰
63. 생활안전
64. 극지탐험
65. 소프트웨어와 코딩
66. 마술과학
67. 동물의학
68. 위험물질
69. 상대성 이론
70. 표준과학
71. 드론
72. 기후변화
73. 의료기기
74. 아마존
75. 3D프린팅
76. 살아있는 화석
77. 익충과 해충
78. 빅데이터
79. 인공지능
80. 미래에너지
81. 가상현실 증강현실
82. 사물인터넷
83. 생존과학
84. 첨단 소재
85. 기생충
86. 멸종 위기 동식물
87. 약물과 치료
88. 요리과학
89. 토목과 건축
90. 카메라
91. 과학 법칙
92. 놀이 기구
93. 암호 화폐와 블록체인
94. 악기와 소리
95. 세균과 바이러스
96. 재활용 과학
97. 화장과 화장품
98. 게임 과학
99. 생체 모방
100. 미세먼지
101. 지구의 재앙

### 수학
1. 수와 연산 1
2. 수와 연산 2
3. 수와 연산 3
4. 수와 연산 4
5. 수와 연산 5
6. 도형 1
7. 도형 2
8. 도형 3
9. 도형 4
10. 확률과 통계 1
11. 확률과 통계 2
12. 측정 1
13. 측정 2
14. 측정 3
15. 규칙성 1
16. 규칙성 2
17. 산업수학 1
18. 산업수학 2

## 사회, 역사

### 인문사회교양
1. 화폐와 경제
2. 책과 인쇄술
3. 음악
4. 언어와 문자
5. 철학
6. 미술
7. 고대문명
8. 정치
9. 집과 건축
10. 수와 수학
11. 심리학
12. 법
13. 한자이야기
14. 발표력
15. 오페라와 뮤지컬
16. 영화
17. 옷과 패션
18. 국가와 국기
19. 세계 유산
20. 세계의 풍속
21. 국제기구
22. 음식과 요리
23. SNS (소셜 네트워크 서비스)
24. 종교
25. 전쟁과 무기
26. 글로벌 매너
27. 지리와 지도
28. 세계의 축제
29. 문학
30. 사이버 범죄
31. 항해와 탐험
32. 반려동물
33. 로마이야기
34. 만화와 애니메이션
35. 뉴스와 미디어
36. 크리에이터

### 한국사
1. 나라의 시작
2. 삼국의 경쟁
3. 고려시대
4. 조선전기
5. 조선후기
6. 상도와 경제
7. 과학과 의학
8. 전쟁
9. 종교
10. 영토와 지리
11. 승자와 패자
12. 왕자와 공주
13. 궁궐 이야기
14. 쫓겨난 임금
15. 영웅 이야기
16. 천재와 기인
17. 역사를 바꾼 사건
18. 신화와 전설
19. 명재상과 충신
20. 신분과 직업
21. 의식주와 풍습
22. 왕비 이야기
23. 우정과 경쟁
24. 예술가들
25. 암행어사
26. 귀화 인물
27. 우리 땅 독도
28. 스승과 제자
29. 문학 작품
30. 왕을 만들 사람들
31. 항일 독립운동
32. 조선의 과학 수사
33. 역사가 된 책
34. 법과 형벌
35. 고난을 극복한 인물
36. 나라를 빛낸 청백리
37. 사랑이야기
38. 지명과 역사
39. 역사 속 음식과 요리
40. 신과 괴물
41. 달인
42. 여걸

### 세계사
1. 인류의 기원과 문명의 탄생
2. 중국과 인도의 고대 문명
3. 지중해 세계와 로마 문명
4. 동아시아 문명의 발전
5. 유럽의 성립과 발전
6. 이슬람 세계의 형성과 발전
7. 동아시아 전통 사회의 발전
8. 서양 근대 사회의 시작
9. 혁명 시대와 민주주의 발전
10. 무력 시대와 제국주의 팽창
11. 세계대전과 전후의 세계
12. 현대사회의 변화
13. 나라별 미국
14. 나라별 일본
15. 나라별 독일
16. 나라별 이탈리아
17. 나라별 프랑스
18. 나라별 중국
19. 나라별 인도
20. 나라별 브라질
21. 나라별 러시아
22. 나라별 캐나다
23. 나라별 영국
24. 나라별 스페인
25. 나라별 이집트
26. 나라별 그리스

## 기타

### 인문고전
1. 공자 논어
2. 루소 사회계약론
3. 정약용 목민심서
4. 일연 삼국유사
5. 홉스 리바이어던
6. 플라톤 국가
7. 애덤 스미스 국부론
8. 박제가 북학의
9. 사마천사기
10. 루스 베네딕트 국화와 칼
11. 찰스 다윈 종의 기원
12. 막스 베버 프로테스탄트 윤리와 자본주의 정신
13. 마키아밸리 군주론
14. 토머스 모어 유토피아
15. 마르크스 자본론
16. 대학, 중용
17. 한비자
18. 역사 철학 강의
19. 도덕경
20. 자유론
21. 한국통사
22. 맹자
23. 자본주의 사회주의 민주주의
24. 역사
25. 방법서설
26. 택리지
27. 명심보감
28. 열하일기
29. 삼국사기

### Why? People
1. 에이브러험 링컨
2. 세종대왕
3. 오프라 윈프리
4. 워런 버핏
5. 이태석
6. 스티븐 호킹
7. 정명훈
8. 스티브 잡스
9. 손정의
10. 제인 구달
11. 리처드 파인만
12. 마거릿 대처
13. 루이 파스퇴르
14. 마하트마 간디
15. 오드리 헵번
16. 안토니오 가우디
17. 찰리 채플린
18. 앤드류 카네기
19. 코코 샤넬
20. 체 게바라
21. 징기스칸
22. 알베르트 아인슈타인
23. 안중근
24. 이순신
25. 신사임당
26. 김구
27. 이중섭
28. 넬슨 만델라
29. 마리 퀴리
30. 안창호
31. 정약용
32. 윈트턴 처칠
33. 마더 테레사
34. 유일한
35. 토머스 에디슨
36. 전태일
37. 알프레드 노벨
38. 마윈
39. 빌게이츠
40. 장보고
41. 호세무이카
42. 장영실
43. 마티루터 킹
44. 김만덕
45. 볼프강 모짜르트
46. 존 F 케네디
47. 박지원
48. 아이작 뉴턴
49. 일론 머스크

### Why 플러스
1. 생활과학
2. 곤충
3. 식물
4. 포유동물
5. 기후
6. 어류/조류
7. 지구
8. 인체
9. 우주
10. 기술과학